# Villar Perosa
Villar Perosa is een gemeente in de Italiaanse provincie Turijn (regio Piëmont) en telt 4263 inwoners (31-12-2004). De oppervlakte bedraagt 11,5 km², de bevolkingsdichtheid is 371 inwoners per km².

## Demografie
Villar Perosa telt ongeveer 1921 huishoudens. Het aantal inwoners daalde in de periode 1991-2001 met 1,7% volgens cijfers uit de tienjaarlijkse volkstellingen van ISTAT.
| Jaar | Inwoneraantal |
| ---- | ------------- |
| 1991 | 4241          |
| 2001 | 4170          |

## Geografie
Villar Perosa grenst aan de volgende gemeenten: Pinasca, San Pietro Val Lemina, Inverso Pinasca, San Germano Chisone en Porte.

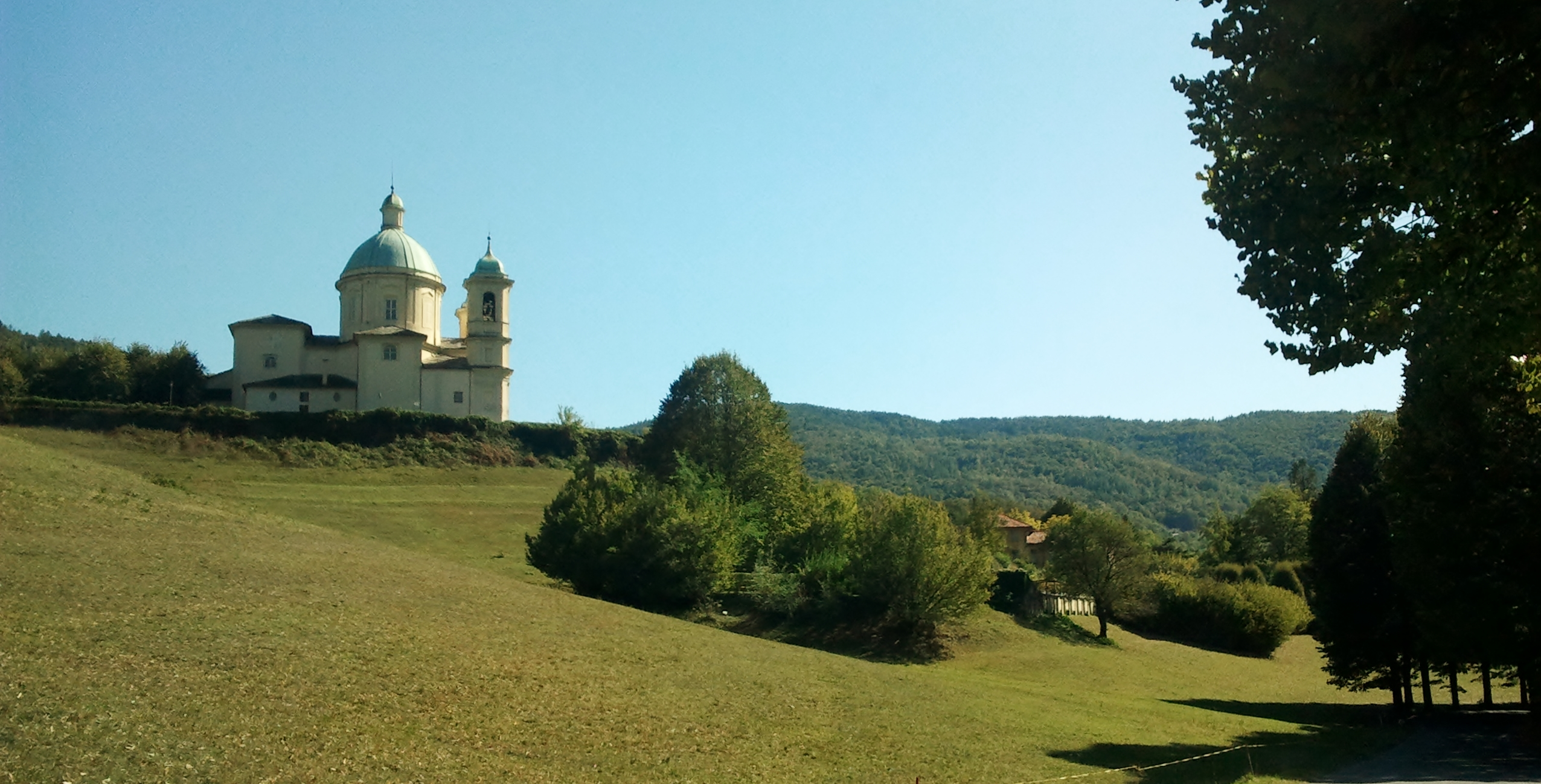
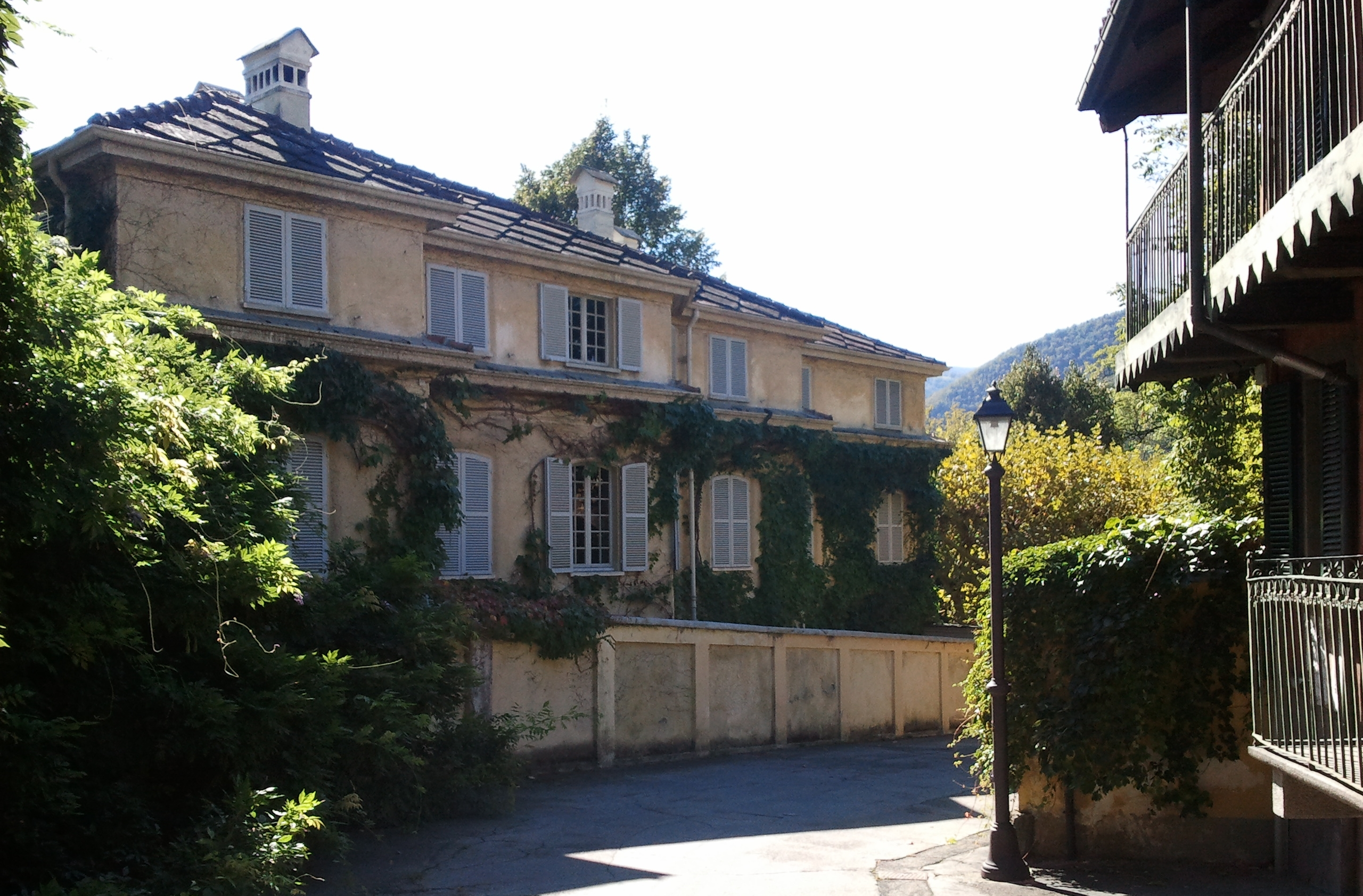

1. ↑  https://demo.istat.it/?l=it.